# Jesús Vallejo Lázaro
Jesús Vallejo Lázaro (Saragossa, 5 de gener de 1997 és un futbolista professional saragossà que juga com a defensa central a l'Albacete Balompié.

## Carrera de club

### Saragossa
Vallejo va ingressar al planter del Reial Saragossa el 2007, a 10 anys. El 26 de juliol de 2013, després de destacar a l'equip juvenil, va signar nou contracte amb el club.
El 23 d'agost de 2014, abans fins i tot d'haver jugat amb l'equip B, Vallejo va debutar com a professional jugant com a titular en un empat 0–0 contra el Recreativo de Huelva en partit de segona divisió. El 26 de desembre, va ampliar novament el contracte fins al 2019.
Vallejo va marcar el seu primer gol com a professional el 5 d'abril, el de l'empat 1–1 a fora contra el CD Tenerife. En el mateix partit fou nomenat capità de l'equip per l'entrenador Ranko Popović, una posició en la qual va romandre des de llavors.

### Reial Madrid
El 31 de juliol de 2015, Vallejo va signar contracte per sis anys amb el Reial Madrid CF per uns 6 milions d'euros de traspàs, i fou immediatament cedit al Saragossa, d'on venia, per un any. L'estiu següent va marxar a l'estranger, cedit per un any al club alemany Eintracht Frankfurt.
La primera aparició de Vallejo a la Bundesliga va tenir lloc el 27 d'agost de 2016, quan va entrar som a substitut en els darrers minuts en una victòria per 1–0 a casa contra l'FC Schalke 04. Va marcar el seu primer gol també sortint des de la banqueta, i contribuint a l'empat 2–2 contra el RB Leipzig també al Commerzbank-Arena en el darrer partit de la Bundesliga 2016–17.
El 7 de juliol de 2017, Vallejo fou promocionat a jugador del primer equip del Real Madrid per la següent temporada. Se li va assignar la samarreta número 3, que havia dut anteriorment Pepe. El seu debut oficial va tenir lloc el 26 d'octubre, quan va ser titular, i expulsat al darrer minut, en una victòria per 2–0 a fora contra el CF Fuenlabrada a la Copa del Rei. La seva primera aparició a La Liga va ocórrer deu dies després, quan va ser el company de Sergio Ramos en una victòria a casa per 3–0 contra la UD Las Palmas.
Aprofitant la lesió de Nacho i la sanció a Ramos, Vallejo va debutar a la Lliga de Campions de la UEFA l'11 d'abril de 2018, jugant el partit sencer en una derrota per 1–3 a casa contra la Juventus FC al partit de tornada dels quarts de final, un resultat que va classificar el Madrid per a les semifinals, 4–3 en el còmput global. Va ser la seva única aparició, en una competició que el Madrid va acabar guanyant per tercer cop consecutiu i 13è en total.

### Cessió al Wolverhampton
El 27 de juliol de 2019, Vallejo va anar cedit al Wolverhampton Wanderers FC per la temporada 2019–20 de la Premier League. Hi va debutar el 15 d'agost, en una victòria per 4–0 a casa contra l'FC Pyunik a la tercera ronda de classificació per la Lliga Europa de la UEFA 2019–20. Va disputar el seu primer partit a la Premier League el 14 de setembre, tot jugant els 90 minuts en una derrota per 5–2 contra el Chelsea FC al Molineux Stadium. El 2 de gener de 2020 fou cridat de tornada pel Reial Madrid, i va deixar l'equip anglès, després d'haver-hi jugat tot just 7 partits.

### Cessió al Granada
El 22 de gener de 2019 es va anunciar que Vallejo aniria cedit al Granada CF per la resta de la temporada 2019-20.

## Palmarès

### Club
Reial Madrid
- Lliga de Campions de la UEFA: 2017–18, 2021–22
- Supercopa d'Europa de futbol: 2017,[24] 2022, 2024[25]
- Campionat del Món de Clubs de futbol: 2017,[26] 2018, 2022
- Copa Intercontinental de la FIFA: 2024[27]
- Lliga espanyola: 2021-22
- Copa del Rei: 2022-23[28]
- Supercopa d'Espanya: 2021-22

### Internacional
Espanya
- Campionat d'Europa sub-19 de la UEFA: 2015[29]
- Campionat d'Europa sub-21 de la UEFA: 2019[30]